# Списак фудбалера Југославије по броју постигнутих голова
Ово је списак фудбалера, направљен је према броју постигнутих голова у свим утакмицама који су играли за Фудбалску репрезентацију Краљевине СХС, Краљевине Југославије, ФНРЈ и СФРЈ. 
Списак ће садржати број голова, име фудбалера, клуб/ове у којима су играли у тренутку играња у репрезентацији, број одиграних утакмица и период у којем је играо за репрезентацију.
Списак ће се попуњавати у тренутку његовог престанка играња за репрезентацију, а пратити ће текстове о утакмицама по годинама играња репрезентације. (који се праве упоредо)
Стање 31. децембар 1931. године (49 утакмица репрезентације).
| Гол. | Име                 | Клуб               | Играо | Сезоне    |
| ---- | ------------------- | ------------------ | ----- | --------- |
| 6    | [[]]                | [[]]               |       |           |
| 6    | [[]]                | [[]]               |       |           |
| 5    | [[]]                | [[]]               |       |           |
| 4    | Ивица Бек           | Сет ФРА            | 7     | 1927—31   |
| 4    | Драган Јовановић    | Југославија        | 8     | 1923-28   |
| 4    | Бранко Зинаја       | ХАШК               | 6     | 1921-23   |
| 3    | [[]]                | [[]]               |       |           |
| 3    | Мирко Боначић       | Хајдук             | 6     | 1924-1928 |
| 3    | Славин Циндрић      | Кон. (1), Гра. (4) | 5     | 1920-28   |
| 3    | Владимир Винек      | Грађански          | 6     | 1922-24   |
| 2    | [[]]                | [[]]               |       |           |
| 2    | [[]]                | [[]]               |       |           |
| 2    | Драгутин Бабић      | Гра. (8)Кон. (2)   | 10    | 1921—31   |
| 2    | Кузман Сотировић    | БСК                | 5     | 1928      |
| 2    | Антун Боначић       | Хајдук             | 8     | 1924—31   |
| 2    | Владимир Лајнерт    | ХАШК               | 5     | 1926-29   |
| 2    | Адолф Перцл         | БСК                | 3     | 1926-27   |
| 2    | Емил Першка         | Грађански          | 14    | 1920-27   |
| 2    | Љубо Бенчић         | Хајдук             | 5     | 1924-27   |
| 2    | Душан Петковић      | Југославија        | 8     | 1923-26   |
| 1    | [[]]                | [[]]               |       |           |
| 1    | Бранислав Хрњичек   | Југославија        | 5     | 1929-30   |
| 1    | Стеван Лубурић      | Југославија        | 6     | 1925-30   |
| 1    | Милош Белеслин      | САНД               | 8     | 1928-30   |
| 1    | Драгутин Најдановић | БСК                | 4     | 1928-30   |
| 1    | Иван Павелић        | Конкордија         | 5     | 1926-30   |
| 1    | Борис Праунсбергер  | Конкордија         | 1     | 1930      |
| 1    | Артур Дубравчић     | Конкордија         | 9     | 1920-24   |
| 1    | Јарослав Шифер      | Грађански          | 6     | 1920-22   |
| 1    | Јован Ружић         | Југославија        | 2     | 1920      |